# System ohne Schatten
System ohne Schatten ist ein deutsches Liebesdrama aus dem Jahr 1983 in der Regie von Rudolf Thome.

## Handlung
Der vierzigjährige Victor Faber wohnt in West-Berlin und arbeitet in der Informationstechnik. Er entwickelt und überwacht Computerprogramme für Konzerne und Banken. Sein Leben führt er zurückgezogen in einer selbst gewählten Einsamkeit. Lediglich mit seiner langjährigen Freundin Renate geht Faber gelegentlich ins Theater oder zu Ausstellungen.
Anlässlich einer Vernissage lernen sich Faber und die Schauspielerin Juliet in einer Galerie kennen. Juliet ist gemeinsam mit ihrem Freund Melo dorthin gekommen. Melo bekundet ein intensives Interesse an Fabers Spezialwissen über Computerprogramme. Einige Tage nach der Vernissage erhält Faber von Juliet eine Einladung zu einem Abendessen. Zwischen den beiden Protagonisten wird eine Liebesbeziehung erkennbar.
Parallel zu diesem Handlungsverlauf verfolgt Melo intensiv die Idee, mit Hilfe einer Manipulation im Bankensystem die täglichen Differenzen aus den Abrundungen auf ein Schweizer Konto transferieren zu lassen. Nach anfänglichem Zögern lässt Faber sich auf diesen Coup ein und eröffnet ein Konto in Zürich.
Voraussetzung für diese Manipulation ist ein Einbruch bei der Bank, der von Melo organisiert wird. Erst danach kann Faber tätig werden. Doch die Einbrecher erschießen einen Wachmann und ein ungeplantes Schicksal nimmt seinen Lauf.

## Hintergründe
Rudolf Thome zitiert in langen Sequenzen den Film La femme qui pleure. (Die Frau, die weint) seines französischen Kollegen Jacques Doillon. In diesem Film aus dem Jahr 1978 spielt Dominique Laffin ebenfalls die Hauptrolle.
Mehrere Sequenzen des Films wurden an realen, wiedererkennbaren Orten in Zürich gedreht. So findet sich Faber beispielsweise zum Einkauf im Modehaus Weinberg auf der Bahnhofstrasse ein, oder spaziert mit Juliet durch den Flughafen Zürich-Kloten. Dort steigt Faber in einen Saurer-Bus der VBZ-Linie 68 mit dem angeschlagenen Ziel „Hauptbahnhof“ – diese damals real existierende Linie wurde jedoch bereits 1980 mit Einführung der Bahnverbindung nach Zürich HB verkürzt und zur VBG-Linie 768. Zu Beginn des Films ist Faber auch im realen Berlin zu sehen. Bei einem Spaziergang durch Charlottenburg (an den Stadtbahnbögen Savignyplatz / Ecke Knesebeckstraße) passiert Faber eine Buchhandlung, in der er zum ersten Mal Juliet erblickt. Seit 1980 ist dort tatsächlich eine Kunstbuchhandlung ansässig. Sichtbar ist zudem der Schriftzug einer damals existenten Filiale des Berliner Fachhändlers Blumen-Hübner. Später vergnügt er sich mit Juliet auf dem Europa-Center.

## Kritiken
„Der Film […], technisch brillant inszeniert, ist nicht nur ein spannender Thriller und ein verhaltenes Dreiecksmelodram, sondern darüber hinaus ein nachdenklicher Diskurs über Fantasie und Wirklichkeit – im Kino wie im Leben. Reich an Details und Einzelbeobachtungen, die auch ohne Einbindung in die Dramaturgie der Geschichte ihren Eigenwert behaupten können, erforscht er behutsam die Lebensräume seiner Figuren, läßt ihnen viel Raum zur Entfaltung ihrer Träume und verweist doch deutlich auf ihr Gefangensein im mannigfaltigen System der Wahrnehmung und der Gefühle.“